# (2624) Samitchell
(2624) Samitchell – planetoida należąca do zewnętrznej części pasa głównego asteroid okrążająca Słońce w ciągu 7 lat i 319 dni w średniej odległości 3,96 j.a. Została odkryta 7 września 1962 roku w Goethe Link Observatory w Brooklynie w stanie Indiana. Nazwa planetoidy pochodzi od Samuela Mitchella, kanadyjskiego astronoma. Przed nadaniem nazwy planetoida nosiła oznaczenie tymczasowe (2624) 1962 RE.